# Grachan Moncur III
Grachan Moncur III (Nueva York, Nueva York, 3 de junio de 1937-Newark, Nueva Jersey, 3 de junio de 2022) fue un trombonista y compositor de jazz estadounidense. Fue hijo del también músico de jazz, el bajista Grachan Moncur II.

## Biografía
Nacido en Nueva York, sus primeros trabajos, mientras seguía estudiando, fueron tocando con Art Blakey y Jackie McLean.
Tras graduarse, tocó con Ray Charles (1959–1962), Art Farmer y Benny Golson (1962) y Sonny Rollins.  También a comienzos de la década de 1960 grabó con Jackie McLean, Lee Morgan, Herbie Hancock y Wayne Shorter.
Se unió a la banda de Archie Shepp y también ha grabado con Marion Brown y Cassandra Wilson (1985).
Falleció el día de su cumpleaños número 85.